# OG Boo Dirty
OG Boo Dirty (справжнє ім'я: Ленс Тейлор) — американський репер з Мемфіса, штат Теннессі.
У грудні 2010 Тейлора заарештували після бійки у Мемфісі та звинуватили у замаху на вбивство другого ступеня, підбурюванні до заворушення та заворушенні за обтяжливих обставин. У серпні 2013 його знову затримали й звинуватили у кількох кримінальних злочинах після того, як у Мемфісі поліція знайшла наркотики, заряджений пістолет та понад $3400 готівкою в авті, де Тейлор сидів ще з трьома чоловіками.

## Дискографія
Мікстейпи
- 2010: Almost Famous
- 2011: The Story of OG Vol 1
- 2012: Born a Soldier, Die a Vet
- 2012: Definition of a G
- 2013: Definition of a G 2
- 2015: Street Certified